# Mario Alarcón
Mario Alarcón (Rosario, 24 de junio de 1945) es un actor argentino. Desarrolló su carrera en Buenos Aires.
En la secundaria hizo un papel de teatro y fue muy alabado por su profesora, quien le insistió en que siguiera la carrera actoral. Mientras trabajaba en radioteatros, empezó a estudiar Derecho. En 1965 hizo su servicio militar en la provincia de Formosa, donde su jefe lo hizo trabajar como locutor en programas folclóricos.
En Buenos Aires ingresó al taller de actores del Teatro Nacional Cervantes e integró el elenco teatral de la Comedia Nacional. Por insistencia de un amigo ―el actor español Jesús Berenguer (1942-)― completó sus estudios con el maestro Augusto Fernandes.
Durante un año realizó una gira por Francia con un espectáculo de tangos, con el Tata Cedrón, dirigido por Laura Yusem. Con un elenco del teatro San Martín, viajó a Italia y Rusia con la obra Stéfano, de Enrique Santos Discépolo.

## Cine
- 1982 El agujero en la pared (dirigida por David Kohon), como el Demonio.
- 1983 El arreglo (de Roberto Cossa y Carlos Somigliana, dirigida por Fernando Ayala).
- 1986 Perros de la noche (dirigida por Teo Kofman), como Miguel.
- 1987 La clínica del Dr. Cureta (dirigida por Alberto Fischerman).
- 1988 Gris bemol (cortometraje).
- 1988 Las puertitas del Sr. López (dirigida por Alberto Fischerman).
- 1989 El francotirador fenómeno (México).
- 1989 Después de ayer (dirigida por Hebert Posse Amorim; filmada en 1987).
- 1992 Un lugar en el mundo (dirigida por Adolfo Aristarain), como Juan.
- 1992 Siempre es difícil volver a casa (dirigida por Jorge Polaco), como el escultor.
- 1995 La bailanta (dirigida y escrita por Luis Rodrigo; filmada en 1988).
- 2007 Sultanes del sur, como Capitán Aduanal.
- 2009 Lo siniestro (dirigida por Sergio Mazurek), como Lorenzo.
- 2009 El secreto de sus ojos (dirigida por Juan José Campanella) como el juez Raimundo Fortuna-Lacalle. Ganadora de un premio Óscar
- 2010 El agua del fin del mundo (dirigida por Paula Siero) como Mauro
- 2010 La mala verdad (dirigida por Miguel Ángel Rocca) como Enrique
- 2010 El notificador (dirigida por: Blas Eloy Martínez) como Marigliano
- 2011 Olvídame (dirigida por: Aldo Paparela) como Ayudante Dr. Atlas
- 2012 Lila (dirigida por: Sebastián Dietsch). Cortometraje.
- 2013 No somos animales (dirigida por: Alejandro Agresti) como Gonzalito.
- 2013	Vino para robar (dirigida por: Ariel Winograd) como Pascual.
- 2015	Lusers, una amistad sin fronteras (dirigida por: Ticoy Rodríguez).
- 2016 Error 404 (cortometraje, dirigido por Mariana Wainstein) como Señor Fridman.
- 2016  Angelita, la doctora (dirigida por: Helena Tritek).
- 2017 Los que aman, odian (dirigida por: Alejandro Maci) como el Apoderado.
- 2017 Mamá se fue de viaje (dirigida por: Ariel Winograd) como Grinberg.
- 2017 Ojalá vivas tiempos interesantes (dirigida por: Santiago Van Dam).
- 2018 La reina del miedo (dirigida por Valeria Bertuccelli y Fabiana Tiscornia) como Ángel.
- 2019 El kiosko (dirigida por Pablo Gonzalo Pérez).
- 2019 Infierno grande (dirigida por Alberto Romero).
- 2020 El robo del siglo (dirigida por Ariel Winograd).
- 2022 Hoy se arregla el mundo (dirigida por Ariel Winograd) como Loco Maluco.
- 2023 Los bastardos (dirigida por Pablo Yotich) como Franco.
- 2023 Lennons (dirigido por José María Cicala) como Samuel.
- 2024 1978 (dirigida por Luciano Onetti y Nicolás Onetti) como Moro.

## Teatro
- Farsa del corazón - Cervantes - Dir: Juan C. Passaro (1970)
- Locos de verano - Cervantes - Dir: Marcelo Lavalle (1970)
- La dama boba - Cervantes - Dir: Esteban Serrador (1971)
- La verdad sospechosa - Cervantes - Dir: Esteban Serrador (1972)
- Los invisibles - Cervantes - Dir: Mario Rolla (1973)
- Escarabajos - Payro - Dir: Hugo Urquijo (1974) - Nominado Premio Molière
- Cyrano de Bergerac - San Martín - Dir: Osvaldo Bonet (1977)
- Don Juan - San Martín - Dir: Omar Grasso (1977)
- Mateo - San Martín - Dir: Omar Grasso (1977)
- Mustafa - San Martín - Dir: Omar Grasso (1977)
- Pinocho - San Martín - Dir: Hugo Midon (1978)
- Del Sol Naciente - Dir: Laura Yusem (1978)
- Teresa Batista - Dir: Rubens Correa (1978)
- Doña Dispárate y Bambuco (Bambuco) - San Martín - Dir: Alejandra Boero (1978)
- Esperando a Godot - San Martín - Dir: Hugo Urquijo (1979)
- Hamlet - San Martín - Dir: Omar Grasso (1980)
- La historia del soldado - San Martín - Dir: Ana Itelman (1980)
- El mago (El alquimista) - San Martín - Dir: Alejandra Boero (1981)
- El organito - San Martín - Dir: M. Santángelo (1982)
- Un tal Macbet - XIRGU - ESPACIO UNTREF - Dir: Lorenzo Quinteros (1982)
- Cumbia morena cumbia - XIRGU - ESPACIO UNTREF - Dir: (1983)
- Periferia - San Martín - Dir: Alejandra Boero (1983)
- Taxi - MAR PLATENSE - Dir: (1985) - Temporada Marplatense Premio Estrella de Mar - Revelación
- Espectáculos de tango con Tata Cedrón - Dir: Laura Yusem (1985) - Gira por Francia dirección Laura Yusem
- Stefano - San Martín - Dir: (1985) - Viaja Italia y Rusia con el Teatro San Martín
- Acordate de la Francisca - San Martín - Dir: Roberto Castro (1987)
- El barrio del Ángel Gris - San Martín - Dir: Lito Cruz (1990)
- Noche de Reyes - San Martín - Dir: Alberto Ure (1991)
- Memorias del Infierno - Dir: Sergio Renan (1992) - Viaja a España
- Sacco y Vanzzetti (como Nicola Sacco) - Dir: Jaime Bogan (1992) - Viaja a España
- El último virrey - Dir: Pepe Bove (1993)
- El Viejo Criado - Dir: Villanueva Cosse (1993)
- El avaro - San Martín - Dir: J. C. Gene (1996)
- Alma en pena - Cervantes - Dir: Alejandra Boero (1997)
- Dar la vuelta - San Martín - Dir: Lorenzo Quinteros (1999)
- Esquirlas - Del Pueblo - Dir: Víctor Mayol (2002)
- Gris de ausencia - El Quijote - Dir: Rubén Rivas (2002)
- La clase del Marqués de Sade - Del Pueblo - Dir: Rubens Correa, Javier Margulis (2002)
- Andar sin pensamiento - Del Pueblo - Dir: Mario Rolla (2003)
- Pieza para una lección de tango inconclusa - Del Viejo Palermo - Dir: Américo Ferrari (2003)
- Narcisa Garay, mujer para llorar - De la Ribera - Dir: Roberto Castro (2004)
- Tratala con cariño - La Comedia - Dir: Osvaldo Peluffo (2005)
- Volvió una noche - Andamio 90 - Dir: Alejandro Samek (2005)
- Escarabajos - Andamio 90 - Dir: Daniel Marcove (2006)
- La jaula de las locas - Metropolitan - Dir: Ricky Pashkus (2007)
- El enganche - Sala Carlos Carella - Dir: Alfredo Devita (2008)
- Gris de ausencia - De la Ribera - Dir: Hugo Urquijo (2008)
- Taxi 2 - Multiteatro - Dir: Carlos Olivieri (2009)
- El audífono - Del Nudo - Dir: Jorge Palaz (2010)
- Gris de ausencia - Del Globo - Dir: Hugo Urquijo (2011)
- Leandro y Lisandro - Payro - Dir: Gerardo La Regina (2011)
- Y donde está papá? - Brodway - Dir: Carlos Olivieri (2011)
- Mateo - Cervantes - Dir: Guillermo Cacace (2012)
- ¡Jettatore! - Cervantes - Dir: Agustín Alezzo (2013)
- La sombra de Wenceslao - Cervantes - Dir: Villanueva Cosse (2013)
- Otelo. Una tragedia - Cervantes - Dir: Jorge Azurmendi (2013)
- Así es la vida - Cervantes - Dir: Santiago Doria (2015)
- El jardín de los cerezos - San Martín - Dir: Helena Tritek (2015)
- Gigoló - Regio - Dir: Susana Toscano (2015)
- Verde esperanza y no pierde - BECKETT - Dir: Manuel Vicente (2016)

## Televisión
- 1983 - Compromiso
- 1986 - Yo fui testigo
- 1987 - Hombres de ley
- 1990 - Alta comedia
- 1986 - El hombre que amo (telenovela), como Marcelo.
- 1987 - Vínculos (película para televisión), como Federico.
- 1991 - Buenos Aires, háblame de amor (serie de televisión), como Pablo.
- 1993 - Cuenteros
- 1995 - ¡Hola, Papi! (serie de televisión), como Juan Carlos T.
- 1995 - Poliladron (serie de televisión).
- 1997 - Mi familia es un dibujo
- 1998 - Lo tuyo es mio
- 1998 - " Verano del '98 " (serie de televisión)
- 1999 - Gasoleros (telenovela), como Fernando.
- 1999 - Buenos vecinos (telenovela), como Finestra.
- 2000 - Tiempo final Capítulo "El fronterizo"
- 2001 - Yago, pasión morena (telenovela, por Telefé), Roberto Cárdenas.
- 2002 - Los simuladores (serie de televisión, por Telefé).
- 2002 - Kachorra (serie de televisión), como Alderman Armando Rodolfo Careño.
- 2003 - Abre tus ojos (serie de televisión), como Nino.
- 2005 - Hombres de honor (telenovela, por Canal 13), como el Vasco.
- 2005 - Botines  (serie de televisión)
- 2005 - Amor en custodia (Telenovela, por Telefé).
- 2006 - Casados con hijos (participación especial), como Don Eduardo Potrelli (el padre de Moni)
- 2006 - Amo de casa (telenovela).
- 2006 - Acompañantes (telenovela, por Telefé).
- 2006 - Se dice amor (telenovela, por Telefé), como Saverio Ocampo.
- 2007 - La ley del amor (telenovela, por Telefé)
- 2009 - Valientes (telenovela, por Canal 13).
- 2010 - Niní (telenovela, por Telefé), como Invernaris.
- 2010 - Belgrano (telefilme, por Canal 7).
- 2010 - Botineras (telenovela, por Telefé).
- 2010 - Contra las cuerdas (telenovela, por Canal 7), como el mánager Sarmiento.
- 2011 - Los Sónicos (serie de televisión, por Canal 9).
- 2012 - Bienes gananciales (serie de televisión, por Canal 10 de Uruguay).
- 2013 - Historias de corazón, capítulo 28: "Un amor de suegra" (unitario, por Telefe).
- 2014 - Señores Papis, (serie de televisión, por Telefe), como Hilario De Leone.
- 2015 - Malicia (serie).
- 2015 - Entre caníbales (serie), como Francisco Lessin.
- 2015 - Variaciones Walsh (serie), como Julián.
- 2017 - Animadores (serie), como Carlos Garlondi.
- 2021 - Naturaleza muerta (serie), Franco Ballester.
- 2023 - Argentina, tierra de amor y venganza (telenovela, por Canal 13), como Américo.
- 2023 - Los protectores (serie, episodio: "La venganza") como Rodolfo Mussolini.
- 2023 - Prócer (serie) como José de San Martín.
- 2024 - El sabor del silencio (serie) como Armando Puente.
- 2024 - Selenkay (serie) como Lucio.
- 2025 - Menem (serie, episodio: "Pasaron cosas") como General Gonnet.

## Premios
- 2022 - Premio ACE de Oro por su actuación en La vis cómica (2019/2020/2021)
- 2021 - Premio Konex de Platino (Mejor actor de teatro por el período 2011-2020)
- 2012 - Premio Ace (Mejor Actor Protagónico por ¡Jettatore!)
- 2012 - Premio Trinidad Guevara (Mejor Actor Protagónico por ¡Jettatore!)
- 2012 - Premio Maria Guerrero (Mejor Actor Protagónico por ¡Jettatore!)
- 2010 - Premio Podesta (Trayectoria)
- 2005 - Premio Florencio Sánchez (Actor de Reparto por Volvió una noche)
- 2002 - Premio Trinidad Guevara (Mejor actor de Reparto por Esquirlas)
- 1985 - Premio Estrella de Mar (Revelación Masculina por Taxi)
- Premio Cóndor de Plata, nominado como mejor actor de reparto por Vino para robar.
- Premio Cóndor de Plata, nominado como mejor actor de reparto por El secreto de sus ojos.
- Premio Sur, nominado como mejor actor de reparto por El secreto de sus ojos.